# Ruanda a 2012. évi nyári olimpiai játékokon
Ruanda a nagy-britanniai Londonban megrendezett 2012. évi nyári olimpiai játékok egyik részt vevő nemzete volt. Az országot az olimpián 4 sportágban 6 sportoló képviselte, akik érmet nem szereztek.

## Atlétika
Férfi
| Versenyző             | Versenyszám | Eredmény | Helyezés |
| --------------------- | ----------- | -------- | -------- |
| Robert Kajuga         | 10 000 m    | 27:56,67 | 14.      |
| Jean Pierre Mvuyekure | Maraton     | 2:30:19  | 79.      |

Női
| Versenyző             | Versenyszám | Eredmény | Helyezés |
| --------------------- | ----------- | -------- | -------- |
| Claudette Mukasakindi | Maraton     | 2:51:07  | 101.     |

## Cselgáncs
Férfi
| Versenyző          | Versenyszám | Selejtező         | 32-es főtábla                        | Nyolcaddöntő      | Negyeddöntő       | Elődöntő          | Vigaszág elődöntő | Bronz- mérkőzés   | Döntő             | Helyezés |
| Versenyző          | Versenyszám | Ellenfél Eredmény | Ellenfél Eredmény                    | Ellenfél Eredmény | Ellenfél Eredmény | Ellenfél Eredmény | Ellenfél Eredmény | Ellenfél Eredmény | Ellenfél Eredmény | Helyezés |
| ------------------ | ----------- | ----------------- | ------------------------------------ | ----------------- | ----------------- | ----------------- | ----------------- | ----------------- | ----------------- | -------- |
| Fred Yannick Uwase | Könnyűsúly  | erőnyerő          | Bruno Mendonca (BRA) · 000(0)-100(0) | kiesett           | kiesett           | kiesett           |                   |                   |                   | 17.      |

## Kerékpározás

### Hegyi-kerékpározás
| Versenyző         | Versenyszám        | Idő              | Helyezés |
| ----------------- | ------------------ | ---------------- | -------- |
| Adrien Niyonshuti | Férfi terepverseny | 1:42:46 (+13:39) | 39.      |

## Úszás
Női
| Versenyző          | Versenyszám | Előfutam | Előfutam | Előfutam | Elődöntő | Elődöntő | Elődöntő | Döntő   | Döntő    |
| Versenyző          | Versenyszám | Idő      | Hely.    | Össz.    | Idő      | Hely.    | Össz.    | Idő     | Helyezés |
| ------------------ | ----------- | -------- | -------- | -------- | -------- | -------- | -------- | ------- | -------- |
| Alphonsine Agahozo | 50 m gyors  | 30,72    | 3.       | 58.      | kiesett  | kiesett  | kiesett  | kiesett | kiesett  |